# Església de Sant Roc de les Fonts d'Aiòder
L'Església de Sant Roc de les Fonts d'Aiòder (Alt Millars, País Valencià) és un temple catòlic construït entre els segles xvii i xviii seguint l'estil barroc.
Està catalogada com a Bé de Rellevància Local amb codi 12.08.064-001, segons la Disposició Addicional Cinquena de la Lley 5/2007, de 9 de febrer, de la Generalitat, de modificació de la Lley 4/1998, d'11 de juny, del Patrimoni Cultural Valencià (DOCV Núm. 5.449 / 13/02/2007), presentant publicació al BOE amb data 10 de març de 2009.
L'agost de 1936, a resulta dels combats que van tenir lloc a la zona durant la Guerra Civil Espanyola, l'interior de l'església es va veure greument perjudicada, ja que es va procedir a la destrucció d'altars i imatges, deixant l'interior sense cap decoració. A partir de l'any 1938 es va iniciar el procés de restauració de l'església.

## Descripció
Es tracta d'una església de nau única amb capelles laterals entre contraforts (les quals presenten imatges de l'Assumpció, la Immaculada Concepció, el Sagrat Cor de Jesús i Sant Antoni Abat, que donen nom a les capelles on s'ubiquen), coberta interior de volta de canó amb arcs torals i coberta a dues aigües en l'exterior, amb testera plana. Disposa de cor a l'entrada de l'església.
D'estil barroc desornamentat, es desconeix si hi va haver una església d'època anterior.
Destaca el seu campanar, d'estil barroc amb templet, en el qual pot observar-se la presència d'unes gàrgoles de pedra (quatre, una per cantonada). La seva fàbrica era de carreus, però després de diverses intervencions seves façanes, igual que passa amb la resta de l'església, estan arrebossades. Presenta planta quadrada d'aproximadament uns 3,5 metres de costat, i està adossat al lateral est de l'església. Per accedir a la part alta de la torre campanar s'utilitza una escala de caragol de 64 esglaons que finalitza en el cos on s'ubiquen les campanes.
Està restaurat, presentant un adequat estat de conservació, tant de l'estructura com de les campanes (que són tres en total, de noms: Sant Roc, de la fosa Germans Portilla (de Gajano, Cantàbria), de l'any 1993, amb un pes de 102 quilograms i un diàmetre de 56 centímetres; Santa Trinitat, de 1819, amb un diàmetre de 58 centímetres i un pes de 113 quilograms; Sant Roc, la grossa, de 1828, un diàmetre de 74 centímetres i un pes de 235 quilograms) i el seu mecanisme. La torre presenta també un rellotge, actualment aturat, existint, en un magatzem municipal, la maquinària mecànica d'aquest, d'una sola sageta i de pèndol amb dos contrapesos de 75 i 50 quilograms. El rellotge que s'empra actualment és un elèctric, que toca les hores amb repetició, com feia també l'antic.
L'advocació de l'església és Sant Roc, la imatge se situa en el centre de l'altar major en el qual també es poden destacar les imatges de la Mare de Déu del Carme i de Sant Blai.